# Alberto Leanizbarrutia
Alberto Leanizbarrutia Abaunza, Sanpete, (nacido el 1 de abril de 1963 en Elorrio, provincia de Vizcaya) fue un ciclista español, profesional entre los años 1985 y 1998, durante los que consiguió ocho victorias. Era un buen rodador y un destacado gregario en todos los equipos en los que estuvo en su etapa profesional. 
Después de su retirada pasó a formar parte del equipo técnico de la ONCE, que posteriormente pasó a denominarse Liberty Seguros.

## Palmarés
1987
- 1 etapa de la Vuelta al País Vasco
- 1 etapa GP Torres Vedras

1988
- Tour de Vendée

1990
- 1 etapa Vuelta a Cantabria
- 1 etapa GP Torres Vedras-Memorial Agostinho

1991
- 1 etapa Vuelta al Eje Atlántico-GP Tensai
- Clasificación de la intergiro del Giro de Italia

1994
- Clásica Zamudio

## Resultados en Grandes Vueltas y Campeonatos del Mundo
Durante su carrera deportiva ha conseguido los siguientes puestos en las Grandes Vueltas y en los Campeonatos del Mundo en carretera:
| Carrera         | 1985 | 1986 | 1987 | 1988 | 1989 | 1990 | 1991 | 1992 | 1993 | 1994  | 1995 | 1996 | 1997 | 1998 |
| --------------- | ---- | ---- | ---- | ---- | ---- | ---- | ---- | ---- | ---- | ----- | ---- | ---- | ---- | ---- |
| Giro de Italia  | -    | -    | -    | -    | -    | -    | 64.º | -    | -    | -     | Ab.  | -    | -    | -    |
| Tour de Francia | -    | -    | -    | -    | -    | -    | 39.º | Ab.  | Ab.  | 102.º | -    |      |      | -    |
| Vuelta a España | -    | 73.º | -    | -    | 80.º | 69.º | 44.º | -    | 66.º | 82.º  | 43.º | Ab.  | 37.º | 55.º |
| Mundial en Ruta | -    | -    | -    | -    | -    | 22º  | -    | -    | -    | -     | -    | -    | -    | -    |

-: No participa

Ab.: Abandono

## Equipos
- Hueso (1985)
- Zahor (1986)
- Teka (1987-1990)
- CLAS-Cajastur (1991-1992)
- ONCE (1993-1997)
- ONCE-Deutsche Bank (1998)